# Ernst Hermann Meyer
Ernst Hermann Meyer (ur. 8 grudnia 1905 w Berlinie, zm. 8 października 1988 tamże) – niemiecki kompozytor i muzykolog.

## Życiorys
Był synem lekarza, jako dziecko uczył się gry na fortepianie u Waltera Hirschberga. W trakcie kryzysu gospodarczego w Niemczech na początku lat 20. znalazł się w ciężkiej sytuacji finansowej i musiał przez pewien czas pracować fizycznie na swoje utrzymanie. W 1926 roku podjął studia muzyczne na Uniwersytecie Berlińskim, gdzie do grona jego nauczycieli należeli Johannes Wolf, Erich Moritz von Hornbostel i Curt Sachs. Od 1928 roku kształcił się pod kierunkiem Heinricha Besselera na Uniwersytecie w Heidelbergu. W 1930 roku uzyskał stopień doktora na podstawie dysertacji Die mehrstimmige Spielmusik des 17. Jahrhunderts in Nord- und Mitteleuropa (wyd. Kassel 1934). Uczył się też kompozycji w Berlinie u Maxa Buttinga i Paula Hindemitha.
Od 1930 roku był członkiem Komunistycznej Partii Niemiec, prowadził chóry robotnicze i skomponował muzykę do proletariackiej sztuki Der rote Stern. W 1931 roku odbył kurs marksizmu-leninizmu u Hermanna Dunckera w berlińskiej Marxistische Arbeiterschule. Po dojściu do władzy nazistów w 1933 roku wyemigrował do Wielkiej Brytanii. Nawiązał tam współpracę z Alanem Bushem i dyrygował Labour Choral Union. Był autorem pieśni propagandowych, m.in. Radio Moskau ruft Frau Kramer. Pisał też muzykę do filmów.
W 1948 roku wrócił do Niemiec i osiadł w Berlinie. Od 1948 do 1970 roku wykładał muzykologię na Uniwersytecie Berlińskim. Należał do czołowych postaci życia muzycznego w NRD, będąc odpowiedzialnym za realizację polityki kulturalnej partii komunistycznej. Założył i prowadził czasopismo „Musik und Gesellschaft”. Był współzałożycielem Akademie der Künste i w latach 1965–1969 pełnił funkcję jej przewodniczącego. W 1965 roku otrzymał tytuł doktora honoris causa Uniwersytetu Marcina Lutra w Halle i Wittenberdze. Był także przewodniczącym Verband der Komponisten und Musikwissenschaftler der DDR (1969–1982) i Musikrat der DDR (1965–1971). W 1971 roku został wybrany na członka Komitetu Centralnego SED. 
Opublikował prace English Chamber Music: The History of a Great Art from the Middle Ages to Purcell (Londyn 1946, tłum. niem. Die Kammermusik Alt-Englands Berlin 1958), Das Werk Beethovens und seine Bedeutung für das sozialistisch-realistische Gegenwartsschaffen (Berlin 1970) oraz autobiografię Kontraste-Konflikte (Berlin 1979).

## Odznaczenia
- Nagroda Państwowa NRD III Klasy (1950, 1952, 1963, 1975)[3]
- Srebrny Order Zasługi dla Ojczyzny (1955)[3]
- Order Sztandaru Pracy (1969)[3]
- Złoty Order Zasługi dla Ojczyzny (1971)[3]
- Order Karla Marksa (1980)[3]
- Order „Gwiazda Przyjaźni między Narodami” (1980)[3]

## Wybrane kompozycje
(na podstawie materiałów źródłowych)

### Utwory orkiestrowe
- Symfonia na smyczki (1947, zrewid. 1958)
- Symphonischer Prolog (1949)
- Symfonia na fortepian i orkiestrę (1961)
- Poem na altówkę i orkiestrę (1962)
- Koncert skrzypcowy (1964)
- Rhapsodie élégiaque na mandolinę, flet i kameralną orkiestrę smyczkową (1964)
- Serenata pensierosa (1965)
- Concerto Grosso na 2 trąbki, puzon, kotły i smyczki (1966)
- Symfonia (1967)
- Koncert na harfę i orkiestrę (1969)
- Toccata (1971)
- Divertimento (1973)
- Koncert na orkiestrę i fortepian obbligato (1975)
- Kontraste, Konflikte (1977)
- Koncert altówkowy (1978)
- Sinfonietta (1980)
- Berliner Divertimento (1981)
- Kammersinfonie (1983)
- Sinfonische widmung na orkiestrę i organy koncertowe (1983)

### Utwory kameralne
- Trio na flet, obój i harfę (1935)
- Kwintet klarnetowy (1944)
- Reflections and Resolution na trio fortepianowe (1948)
- 6 kwartetów smyczkowych (I 1956, II 1959, III 1967, IV 1974, V 1978, VI 1982)
- Sonatina Fantasia na skrzypce solo (1966)
- Sonata altówkowa (1979)
- Trio fortepianowe (1980)
- Sonata skrzypcowa (1984)

### Utwory chóralne
- Mansfelder Oratorium na 6 głosów solowych, recytatora i orkiestrę (1950)
- kantata Nun, Steuermann (1946, zrewid. 1955)
- Gesang von der Jugend na solistów, chór, chór dziecięcy i orkiestrę (1957)
- Das Tor von Buchenwald na baryton i orkiestrę (1959)
- Dem Neugeborenen na mezzosopran, baryton, chór i orkiestrę (1967)
- Der Staat na chór i orkiestrę (1967)
- Lenin hat gesprochen (1970)
- Lied vom grossen Anderswerden na sopran, baryton, chór i orkiestrę (1981)

### Opera
- Reiter der Nacht (1969–1972, wyst. Berlin 1973)